# Jaschkul
Jaschkul (kalmückisch und russisch Яшкуль) ist eine ländliche Siedlung (Possjolok) in der russischen Republik Kalmückien und Verwaltungszentrum des gleichnamigen Rajons. Sie hat 7861 Einwohner (Stand 14. Oktober 2010).

## Geografie und Bevölkerung

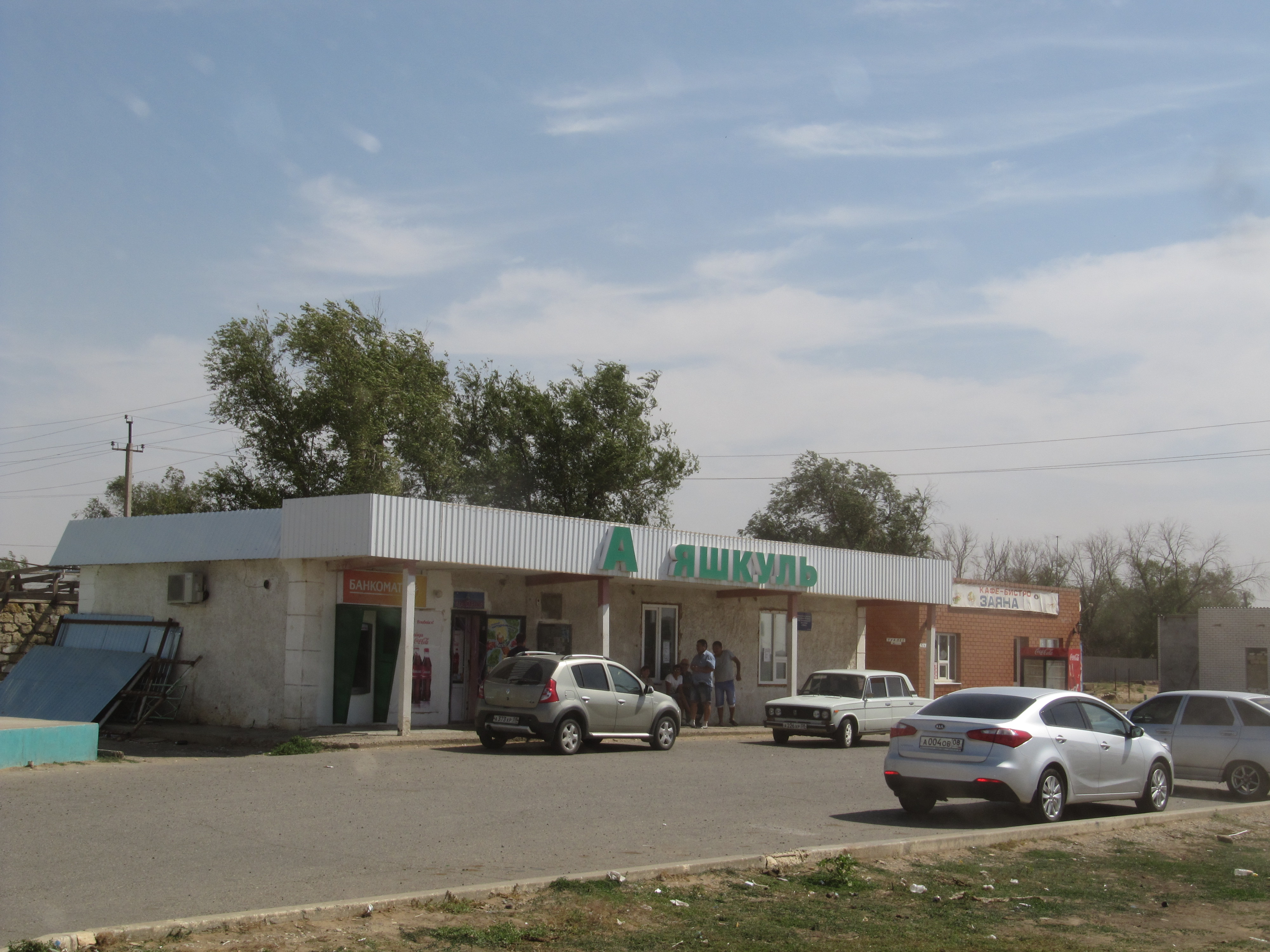
Busstation Jaschkul

Jaschkul liegt in der Kalmückensteppe, knapp 100 Kilometer östlich der Republikhauptstadt Elista an der nach Astrachan führenden föderalen Fernstraße R216.
Der Ort zählte bei der Volkszählung von 2002 7399 Einwohner. Diese sind mit überwiegender Mehrheit Kalmücken. Zur gleichnamigen Landgemeinde (selskoje posselenije) gehört neben Jaschkul noch die zehn Kilometer nordwestlich gelegene Siedlung Oling.

### Klima
|                        | Jan  | Feb  | Mär  | Apr  | Mai  | Jun  | Jul  | Aug  | Sep  | Okt  | Nov  | Dez  |   |       |
| Mittl. Temperatur (°C) | −5,2 | −4,9 | 1,6  | 11,0 | 18,1 | 22,8 | 25,6 | 24,0 | 17,9 | 9,4  | 3,7  | −1,2 | ⌀ | 10,3  |
|                        |      |      |      |      |      |      |      |      |      |      |      |      |   |       |
| Niederschlag (mm)      | 13,5 | 13,4 | 12,1 | 15,1 | 29,1 | 31,2 | 30,3 | 20,4 | 24,2 | 15,2 | 23,5 | 18,3 | Σ | 246,3 |
|                        |      |      |      |      |      |      |      |      |      |      |      |      |   |       |
| Sonnenstunden (h/d)    | 2,4  | 3,3  | 4,2  | 6,7  | 8,7  | 9,8  | 10,2 | 9,0  | 7,8  | 5,0  | 2,3  | 1,2  | ⌀ | 5,9   |

|  |

|  |

|  |

|  |

|  |

|  |

|  |

|  |

|  |

|  |

|  |

|  |

|  |

|  |

|  |

|  |

|  |

|  |

|  |

|  |

|  |

|  |

|  |

|  |

Jaschkul hat kontinentales Klima. Am 11. Juli 2010 wurde in Jaschkul mit +44,0 °C eine absolute Rekordtemperatur für Russland erreicht.

## Geschichte
Der Ort wurde 1883 von Umsiedlern aus dem Gouvernement Astrachan und Zentralrussland sowie sesshaft gewordenen, zuvor nomadisierenden Kalmücken gegründet. Am 25. Januar 1920 wurde er Verwaltungszentrum eines neu gegründeten Rajons.
Im Zweiten Weltkrieg erreichte die deutsche Wehrmacht im Sommer 1942 im Rajon Jaschkul den östlichsten Punkt, bis zu dem sie im gesamten Krieg vordringen konnte, bevor die Rote Armee sie Ende August vor dem Dorf Chulchuta (damals auch Chalchuta genannt, weitere 90 Kilometer östlich) stoppte. Jaschkul selbst war von Mitte August bis zum 29. Dezember 1942 besetzt.
Jaschkul erhielt in den 1960er-Jahren den Status einer Siedlung städtischen Typs, verlor ihn aber 1992 wieder.

### Bevölkerungsentwicklung
| Jahr | Einwohner |
| ---- | --------- |
| 1939 | 3248      |
| 1959 | 2684      |
| 1970 | 4929      |
| 1979 | 6460      |
| 1989 | 6662      |
| 2002 | 7399      |
| 2010 | 7861      |

Anmerkung: Volkszählungsdaten

## Wirtschaft
Bei Jaschkul gibt es eine Wurstfabrik. Des Weiteren hat die Schafzucht große Bedeutung; unter anderem werden Schafe in den Iran exportiert, wo Lammfleisch besonders beim Nouruz-Fest beliebt ist.

## Bildungswesen
In Jaschkul gibt es zwei Mittelschulen und ein Internat für Hirtenkinder und Kinder aus unbegüterten Familien.